# Elina Nechayeva
Elina Nechayeva (estonsko Elina Netšajeva), estonska pevka, * 10. november 1991, Talin
Elina je zastopala je Estonijo na Evroviziji 2018 v Lizboni na Portugalskem s pesmijo »La forza«.

### Kariera
Leta 2011 je diplomirala na Tallinn French School Leta 2016 je na Estonski glasbeni in gledališki akademiji diplomirala iz klasičnega petja. 3. marca 2018 je Nechayeva s pesmijo »La forza« v italijanščini zmagala na Eesti Laul 2018. Estonijo je zastopala na Pesmi Evrovizije 2018 in se uvrstila na 8. mesto.
Nastopila je tudi v ameriški glasbeni komediji Eurovision Song Contest: The Story of Fire Saga (2020).

### Zasebno
Decembra 2017 si je umetniško ime prečrkovala iz Netšajeva v Nechayeva. Ima ruske, čuvaške in estonske korenine, med drugim je postala prva evrovizijska udeleženka čuvaškega porekla.

## Diskografija

### Pesmi
| Naslov             | Leto | Najvišji položaji na lestvicah | Najvišji položaji na lestvicah | Album       |
| Naslov             | Leto | EST                            | FRA                            | Album       |
| ------------------ | ---- | ------------------------------ | ------------------------------ | ----------- |
| La forza           | 2018 | 19.                            | 115                            | Brez albuma |
| La voce dell' alba | 2019 | 1.                             | 87                             | Brez albuma |